# Меняльщиков, Саид Джиганович
Саид Джиганович Меняльщиков (22 апреля 1936, Рузаевский район, Куйбышевский край — 21 сентября 2000, Москва) — советский и российский художник, художник-постановщик игрового кино; лауреат Государственной премии СССР (1981).

## Биография
Родился 22 апреля 1936 года в селе Татарская Пишля Рузаевского района Мордовской АССР.
Жил в Ногинске Московской области на Рабочей улице. Учился в городской школе № 14.
В 1956 году окончил театрально-декорационное отделение Московского областного художественного училища имени 1905 года (ныне Московское государственное академическое художественное училище памяти 1905 года), мастерская профессора Виктора Шестакова; в 1962 году окончил художественный факультет ВГИКа (ныне Всероссийский государственный институт кинематографии имени С. А. Герасимова), преподаватели Борис Дубровский и Юрий Пименов.
С 1962 года работал художником-постановщиком киностудии «Мосфильм».
Умер 21 сентября 2000 года в Москве. Похоронен на Николо-Архангельском кладбище.

## Творчество
Художник-постановщик фильмов:
| - 1965—1967 годы — «Война и мир» - 1967 год — «Софья Перовская» - 1969 год — «Ватерлоо» - 1970 год — «Возвращение Святого Луки» - 1971 год — «Пропажа свидетеля» - 1971 год — «Если ты мужчина…» - 1972 год — «Рассказ об одном дне» (короткометражный) - 1973 год — «Человек в штатском» - 1975 год — «Алмазы для Марии» - 1976 год — «Развлечение для старичков» - 1978 год — «На новом месте» - 1979 год — «Москва слезам не верит» - 1980 год — «Всадник на золотом коне» | - 1981 год — «Полынь — трава горькая» - 1982 год — «Баллада о доблестном рыцаре Айвенго» - 1983 год — «Молодость», выпуск 5-й (киноальманах) - 1984 год — «Наследство» - 1984 год — «Клиника» (киноальманах) - 1985 год — «Завещание» - 1988 год — «Шурави» - 1989 год — «Леди Макбет Мценского уезда» - 1989 год — «Без надежды надеюсь» - 1989 год — «Убить дракона» - 1990 год — «А в России опять окаянные дни» - 1991 год — «Маэстро с ниточкой» - 1992 год — «Официант с золотым подносом» |